# Paradossenus venezuelanus
Paradossenus venezuelanus là một loài nhện trong họ Trechaleidae.
Loài này thuộc chi Paradossenus. Paradossenus venezuelanus được Eugène Simon miêu tả năm 1898.